# Heike Dahne
Heike Dahne (República Democrática Alemana, 15 de octubre de 1961) es una nadadora alemana retirada especializada en pruebas de estilo mariposa y estilo libre, donde consiguió ser medallista de bronce olímpica en 1980 en los 800 metros.

## Carrera deportiva
En los Juegos Olímpicos de Moscú 1980 ganó la medalla de bronce en los 800 metros con un tiempo de 8:33.48 segundos, tras la australiana Michelle Ford y la también alemana Ines Diers.
Y en el Campeonato Mundial de Natación de 1982 celebrado en Guayaquil, Ecuador, ganó la plata en los 200 metros mariposa.